# Länsherre
Länsherre var en högre titel för en kunglig eller adlig innehavare av en förläning, vilken delade ut som lån till en läntagare eller vasall.
En länsherre som var berättigad att föra eget baner, förde titeln banerherre.